# Bernd Hoffmann (Schauspieler)
Bernd Hoffmann (* 1935; † 5. Januar 2010) war ein deutscher Schauspieler und Theaterregisseur.

## Leben
Bernd Hoffmann stammte aus Werlte in Niedersachsen. Er wirkte an verschiedenen Bühnen in Berlin, Hamburg, Zürich, München und Düsseldorf als Schauspieler und Regisseur. Zu seinen Bühnenstationen gehörten u. a. das Schauspielhaus Köln, das Grenzlandtheater Aachen (als Schauspieler und Regisseur), das Theater Lübeck, das Stadttheater Lüneburg und die Kammerspiele Düsseldorf. In den 1960er Jahren trat er regelmäßig in Schwänken und Lustspielen des Kölner Millowitsch-Theaters auf.
Von 1991 bis 2002 war er unter den Intendanten Wolfgang Gropper und Jens Pesel festes Ensemblemitglied an den Vereinigten Städtischen Bühnen Krefeld–Mönchengladbach. Von Gropper als „Väterspieler“ und für „Rollen nach Individualität“ engagiert, verkörperte Hoffmann während seines Engagements über 40 Rollen des tragischen und komischen Theaterrepertoires. Zu seinen Hauptrollen gehörten der Jedermann, Gloster in König Lear, Philipp II. in Don Karlos (Regie: Jens Pesel), „Der alte Mann“ in Felix Mitterers Monolog Sibirien, die Titelrolle in Minetti, der „schrullige, skurrile“ Onkel Harvey in Alan Ayckbourns Komödie Schöne Bescherungen, „Der Spaßmacher“ in Die Macht der Gewohnheit und der Förster Bertram in The Black Rider. Seine Abschiedsrolle am Theater Krefeld/Mönchengladbach war in der Spielzeit 2001/02 der „nörgelig-hinterhältige“ Davies in Der Hausmeister. In der Spielzeit 2008/09 gastierte er als unnützer Alter im Kinder- und Jugendtheaterstück Karlsson fliegt nicht mehr am Kresch-Theater in Krefeld.
An den Vereinigten Städtischen Bühnen Krefeld–Mönchengladbach war Hoffmann viele Jahre als Ensemblesprecher tätig. Außerdem engagierte er sich ab 2001 bis zu seinem Tod als Regisseur der Laienspielgruppe der Bayer AG Uerdingen.
Hoffmann arbeitete, meist als Nebendarsteller, auch für das Kino und das Fernsehen. Kinofilme drehte er u. a. unter der Regie von Dominik Graf und Til Schweiger. Außerdem übernahm er zahlreiche Episodenrollen in meist in Köln produzierten TV-Serien wie Lindenstraße (1992), Stadtklinik (1994) und SK Kölsch (2004). In der 5. Staffel der ZDF-Serie SOKO Wismar (2008) übernahm er eine Episodenrolle als pensionierter Pastor an der Seite von Otto Mellies und Marion van de Kamp.
2008 übersiedelte Hoffmann von Krefeld, wo er über zwei Jahrzehnte gemeinsam mit seiner Frau, der Schweizer Schauspielerin Suly Röthlisberger, gelebt hatte, in die Schweiz. Aus der Ehe ging eine gemeinsame Tochter hervor. Bernd Hoffmann starb im Januar 2010 im Alter von 74 Jahren nach kurzer, schwerer Krankheit.

## Filmografie
- 1983: Der Tunnel (Fernsehfilm)
- 1985: Treffpunkt Leipzig[14] (Fernsehspiel)
- 1988: Die Katze (Kinofilm)
- 1992: Lindenstraße: Mißtöne (Fernsehserie, eine Folge)
- 1994: Stadtklinik: Die Beschuldigung (Fernsehserie, eine Folge)
- 1995; 1997–1999: Verbotene Liebe (Fernsehserie)
- 1997: Knockin’ on Heaven’s Door (Kinofilm)
- 2000: Unter uns (Fernsehserie)
- 2004: SK Kölsch: Geld stinkt nicht (Fernsehserie, eine Folge)
- 2008: SOKO Wismar: Die Schläfer (Fernsehserie, eine Folge)
- 2009: Mord ist mein Geschäft, Liebling (Fernsehfilm)